# Parlament (Ancien Régime)

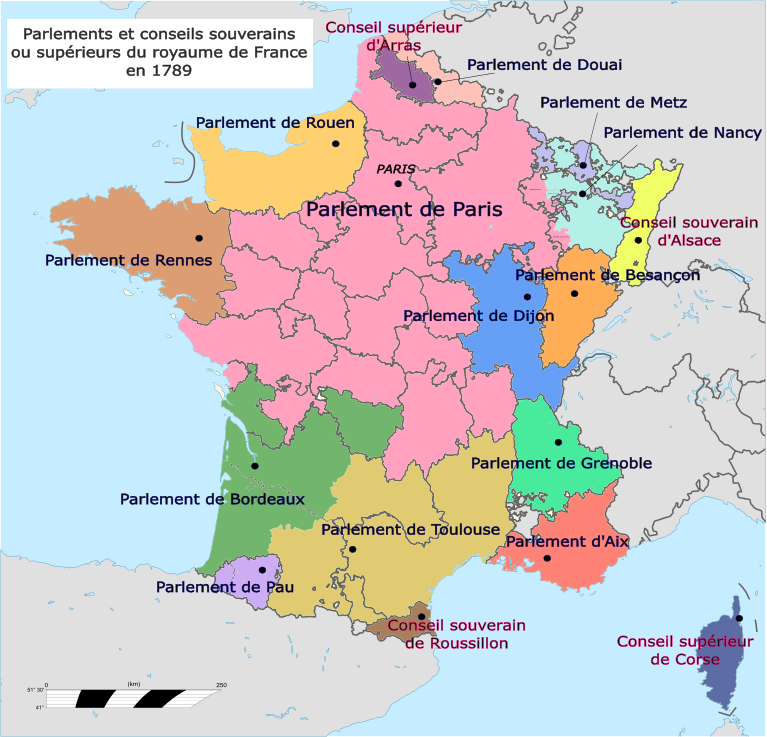
Parlamenty francuskie i zasięg ich jurysdykcji w 1789 roku

Parlament, parlamenty (fr. parlement) – organy sądownicze we Francji ancien régime’u, najważniejsze sądy królewskie, pełniące przede wszystkim funkcję sądów apelacyjnych, ale także pewne funkcje polityczne i administracyjne. Pierwszym i najważniejszym z parlamentów był parlament paryski.

## Historia

### Parlament paryski
Członkowie parlamentu paryskiego uznawali, że jest to instytucja tak stara jak sama Francja i źródła parlamentu można znaleźć w zgromadzeniach Franków na Polach Elizejskich. Współcześni historycy nie podzielają tych opinii. Parlament paryski powstał w ramach francuskiego dworu królewskiego jako emanacja królewskiej władzy sądowniczej.
W państwie Kapetyngów tzw. kuria (łac. Curia Regis – rada królewska), złożona zasadniczo ze wszystkich wasali króla Francji, doradzała w zarządzie wszelkimi sprawami państwa. Do rządów Filipa Augusta obszar podlegający władzy króla Francji był bardzo ograniczony. Wraz z rozciągnięciem tej władzy na szersze terytorium, pojawiła się konieczność stworzenia nowych instytucji sądowniczych.
Do połowy XIII w. dwór królewski i związane z nim funkcje władcze nie były wyraźnie zinstytucjonalizowane. Był to raczej zbiór osób podróżujących łącznie z królem, wypełniających pewne zadania, w zależności od potrzeb czy życzeń króla. Rozwój władzy króla doprowadził do podwyższenia poziomu kompetencji (do kurii wprowadzano wykształconych przedstawicieli niższej szlachty) i rozdziału jednolitego dotychczas ciała na trzy osobne: ścisłą radę królewską (fr. conseil du roi) dla spraw politycznych, izbę obrachunkową (fr. chambre des comptes) dla spraw skarbowych i parlament (fr. parlement – miejsce, gdzie się rozmawia) dla wymiaru sprawiedliwości.
W gronie stałych doradców króla (określanym jako hôtel dui loi) byli świeccy i duchowni znawcy prawa (iurisperti), pomagający mu rozstrzygać spory między wasalami. Z tego okresu (ok. 1239) wywodzi się też nazwa parlement, oznaczająca dyskusję w kwestiach prawnych, między królem a członkami jego dworu.
W połowie XIII w. część dwór królewskiego (zajmująca się kwestiami finansowymi i prawnymi) przestała podróżować z nim i na osiadła w Paryżu. Królewscy legiści zaczęli wprowadzać zmiany w prawie, prowadzące stopniowo do stworzenia centralnego sądownictwa. W 1259/1260 Ludwik IX zakazał apelacji przez pojedynek sądowy i wprowadził procedurę odwoławczą zaczerpniętą z prawa kanonicznego. W ten sposób paryski parlament stał się instancją odwoławczą rozstrzygającą spory pomiędzy królewskimi wasalami. Równocześnie postępował proces rozciągania jurysdykcji parlamentu na sprawy pierwszej instancji i na całym terytorium władzy królewskiej. Zakres jurysdykcji i procedury nie były jednolite, a sprawy odwoławcze zawsze stanowiły większość spraw procedowanych przez Parlament. Ordonans z 11 marca 1345 r. definitywnie ustalił jego organizację.

### Parlamenty regionalne
W XV w. postępowało rozszerzanie obszaru i konsolidacja władzy królewskiej we Francji, co spotykało się z oporem baronów, również wobec jurysdykcji parlamentu francuskiego, postrzeganego jako instrument władzy monarszej. W ten sposób, na terytoriach cechujących się dużą odrębnością, począwszy od 1422 r. zaczęto też tworzyć nowe parlamenty przejmujące jurysdykcję na obszarze odpowiednich lenn: w Tuluzie, Bordeaux i z czasem także w innych wielkich lennach królewskich. Do XVIII w. utworzono w sumie trzynaście takich instytucji. Większość terytorium Francji pozostała pod jurysdykcją parlamentu paryskiego.
Kompetencje i organizacja tych lokalnych parlamentów była odrębna, wzorowały się one jednak silnie na parlamencie paryskim.

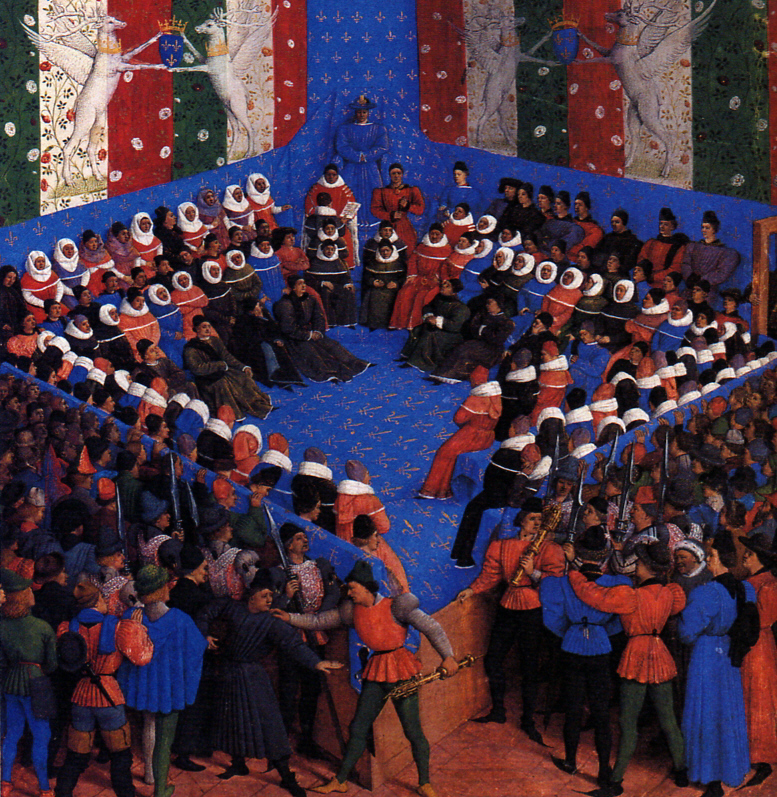
Łoże sprawiedliwości króla Karola VII w parlamencie paryskim, 1450 r.; iluminacja Jeana Fouqueta

## Skład i organizacja
W skład parlamentów wchodzili radcy – dziedziczni właściciele swoich urzędów, którzy jednak musieli zdać egzamin z wiedzy prawniczej. W sensie społecznym wywodzili się zarówno ze starej szlachty, jak z tzw. szlachty togi (noblesse de robe), a także zamożnego mieszczaństwa. Od XVI wieku przyjęła się praktyka sprzedawania dziedzicznych miejsc w parlamencie. W czasach Henryka IV handel urzędami został uregulowany prawnie, przy czym nabywca musiał płacić królowi roczną rentę (tzw. paulette) w wysokości 1/60 kwoty, za którą kupił stanowisko. Największym parlamentem był paryski, w którym w XVII-XVIII wieku orzekało ponad 200 sędziów, podczas gdy pozostałe parlamenty z reguły liczyły od 50 do 100 sędziów.
Organizacja parlamentów była wzorowana na porządku panującym w parlamencie paryskim. Z reguły parlament składał się z najważniejszej Wielkiej Izby (Grand-Chambre), Izby Dochodzeń (Chambre des Enquêtes), Izby Petycji (Chambre des Requêtes), zajmującej się rozstrzyganiem sporów z udziałem niektórych dygnitarzy, oraz Izby Wieży (Tournelle), sądzącej sprawy kryminalne. Mogły istnieć dwie lub więcej izby tego samego rodzaju, przykładowo w parlamencie paryskim istniało w XVII wieku aż pięć Izb Dochodzeń i dwie Izby Petycji. Oprócz wymienionych izb powoływano także bardziej wyspecjalizowane, w tym np. izby do spraw hugenotów przy parlamentach w Paryżu, Tuluzie, Grenoble i Bordeaux, złożone zarówno z sędziów katolickich, jak hugenockich. Zostały one zlikwidowane w 1679 roku.

## Funkcje parlamentów

### Funkcja sądownicza
Parlamenty pełniły rolę sądów apelacyjnych i kasacyjnych, jednocześnie cywilnych, karnych i administracyjnych. Funkcjonowały także jako trybunały pierwszej instancji w sprawach związanych z królem, domeną królewską oraz instytucjami i osobami pozostającymi pod królewską opieką. W połowie XVI wieku wprowadzono instytucję prezydiów, czyli sądów niższej rangi niż parlamenty, które przejęły rolę trybunałów ostatniej instancji w sprawach cywilnych mniejszej wagi. Miało to na celu odciążenie parlamentów, te jednak kontestowały istnienie prezydiów i często rozpatrywały przypadki należące do ich kompetencji.
W początkach swojego istnienia, realizując prawo do feudalnego sądu sprawowanego przez parów, Parlament rozpatrywał sprawy arystokracji jako Sąd Parów – z udziałem odpowiedniej liczby parów. Odnośnie do wszystkich spraw toczących się przed parlamentami przysługiwało królowi rzadko wykorzystywane prawo ich wywołania przed radę królewską. Od XVII w. wyroki parlamentów mogły zostać skasowane przez królewską Radę Stron.
Parlamenty miały też prawo do syntezy orzecznictwa, Jako sądy wyższe (cours souveraines), czyli ostatniej instancji, odgrywały rolę w ujednolicaniu orzecznictwa na terenie całej monarchii, obfitującej w partykularyzmy prawne. Obok wiążących konkretnie i indywidualnie rozstrzygnięć wpływających do parlamentów spraw, za pomocą wydawanych w połączonych izbach aktów generalnych zw. arrêts de règlement, spisywanych w formie artykułów, mogły one narzucać lokalnym jurysdykcjom własne szczegółowe rozwiązania prawne. Dodatkowo, w niektórych rejonach przewagę stanowiło prawo zwyczajowe, a w innych nastąpiła recepcja prawa rzymskiego. Ujednolicanie orzecznictwa następowało w ramach jurysdykcji danego parlamentu regionalnego. Wielość tych parlamentów pogłębiała różnice w ramach francuskiego porządku prawnego.

### Funkcje prawodawcze
Parlamenty nie były organem organem prawodawczym, ale brały udział w procesie stanowienia prawa.
- Prawo rejestracji – Do parlamentów należała kontrola legalności ordonansów, edyktów i deklaracji króla. Działając na długo jeszcze przed wykształceniem prawa pozytywnego, ograniczać mogła się ona jedynie do badania spójności z istniejącymi wcześniej prawami i zwyczajami. Po przeprowadzeniu takiej kontroli i wprowadzeniu ewentualnych poprawek parlament dokonywał rejestracji nowego prawa w oficjalnym, powszechnie dostępnym rejestrze. Była to więc forma regionalnej publikacji ustaw – z momentem opublikowania zyskiwały one moc prawną w okręgu przypisanym parlamentowi. Jedynie w przypadku niektórych ważnych zarządzeń rejestracja przez parlament paryski skutkowała wejściem prawa w życie w całym królestwie. Legalność kontrolowania nowych praw i poprawiania ich była przedmiotem sporów między teoretykami prawa we Francji ancien régime’u, ale w praktyce parlamenty sprawowały tę kontrolę. Była ona ograniczona; król miał bowiem narzędzia prawne, by przeforsować swoją wolę, jeśli spotykał się z oporem ze strony sądu[14].
- Prawo remonstracji – w trakcie kontroli ustaw przedłożonych przez króla parlamentom przysługiwała możliwość ich odsyłania wraz z komentarzem – remonstracji. Parlamenty wykorzystywały to uprawnienie, by umacniać swoją rolę przeciwwagi dla woli monarszej, w konsekwencji zaś ośrodków quasi–opozycji. Monarcha mógł uwzględnić propozycje parlamentu, bądź ponownie przesłać edykt tej samej treści w formie tzw. lettre de jussion, co było równoznaczne z nakazem rejestracji. Wówczas na ogół rejestrowano prawo jako „wyraźny rozkaz króla”. Jeśli jednak parlament dalej odmawiał rejestracji, projekt mógł nieprzerwanie krążyć między sądem a monarchą, do czasu gdy ten ostatni zdecydował się zasiąść w parlamencie w łożu sprawiedliwości (lit de justice) – nazwa ta określała uroczyste posiedzenie parlamentu z udziałem króla, który nakazywał rejestrację[15][16]. Tę procedurę musiał zastosować Henryk IV, aby zmusić parlament paryski do dokonania rejestracji edyktu nantejskiego z 1598 roku[17]. W takim przypadku sąd teoretycznie nie mógł już sprzeciwić się królowi. W czasach kryzysów politycznych zdarzało się jednak, że parlament zbierał się po odbyciu łoża sprawiedliwości, by zaprotestować przeciwko rejestracji i ogłosić jej nieważność. Niekiedy sędziowie uciekali się także do taktyki spowalniania rejestracji, która przeciągała się przez wiele miesięcy, a nawet lat po procedurze łoża sprawiedliwości[15][16].

### Funkcje administracyjne i nadzorcze
Parlamenty brały udział w egzekucji wyroków, utrzymywaniu porządku (funkcje policji), lokalnej administracji. Parlament paryski sprawował nadzór nad Uniwersytetem Paryskim i w Orleanie.
Od 1332 parlamenty (początkowo parlament paryski) zaczęły podporządkowywać sobie francuską inkwizycję. W drugiej połowie XV wieku parlament paryski był już sądem nadrzędnym w stosunku do inkwizycji i mógł ingerować w jej działalność, także jako sąd drugiej instancji. Współpraca parlamentu paryskiego z wydziałem teologicznym Sorbony zapewniała mu kompetentne kadry do prowadzenia spraw o herezję. W 1525 za zgodą papieża Klemensa VII utworzona została specjalna komisja do zwalczania herezji w ramach parlamentu paryskiego. W 1539 król Franciszek I formalnie przekazał sprawy o herezję do kompetencji parlamentów, marginalizując inkwizytorów, którzy, choć wciąż zachowywali pewną autonomię (zwłaszcza w procesach przeciwko duchownym), faktycznie stali się zaledwie teologicznymi doradcami sądów parlamentarnych
.

## Parlamenty jako instytucje polityczne
Parlamenty stanowiły też odrębne centra polityczne, które mogły wspierać monarchę, z czasem jednak, coraz częściej wchodziły z nim w konflikt.
Parlament paryski, jako główny organ centralnej władzy królewskiej, a także jej symbol miał duże znaczenie jednoczące we Francji. Możliwość składania apelacji od wyroków parlamentów regionalnych do parlamentu paryskiego oznaczała, że dana prowincja należy do Korony Francuskiej. Charles Loyseau stwierdził, że to dzięki parlamentowi Francja uniknęła rozczłonkowania podobnego do Niemiec czy Włoch. Członkowie parlamentu uznawali się za strażników ustroju Francji i przedstawicieli ludu francuskiego, w wyższym stopniu niż Stany generalne. Zgodnie z teorią pierwotnej konstytucji Franko-Galii zaprezentowanej przez François Hotmana, parlamenty miały starożytne korzenie i były kontynuacją zgromadzeń Franków. Stąd też ich przedstawicielska rola ustrojowa. Ta koncepcja, już w epoce nowożytnej spotkała się z licznymi krytykami.
Parlamenty stanowiły tradycyjną podporę monarchii przeciw papiestwu i stawały w obronie niezależnego kościoła gallikańskiego. W czasach kontrreformacji sprzeciwiały się wprowadzeniu we Francji zwiększającej uprawnienia papieża reformy trydenckiej
W czasach nowożytnych parlament paryski, podobnie jak parlamenty regionalne, stał się ośrodkiem opozycji wobec króla i kontroli nad jego samowolą. Było to częścią procesu rozgraniczenia władzy sądowniczej, wykonawczej oraz prawodawczej. Począwszy od Ludwika XIII monarchowie francuscy starali się zawęzić kompetencje parlamentów wyłącznie do osądzania spraw zgodnie z obowiązującym prawem, i podważając jego władzę w zakresie stanowienia i stosowania prawa, czy funkcje ustrojowe.
Szczególnie ostry spór rozgorzał o prawo remonstrancji (kontroli wprowadzanych ustaw), pozwalające parlamentowi opóźniać proces prawodawczy. Królewski edykt z Saint-Germain-en-Laye (1641) odebrał parlamentom to prawo, co rozbudziło ich opór i uczyniło je instytucjami opierającymi się umacnianiu absolutyzmu. Parlament paryski stał na czele frondy, będącej buntem przeciwko zwiększaniu prerogatyw królewskich.
W czasie wojen religijnych niektóre miasta będące siedzibami parlamentów zostały opanowane przez Ligę Katolicką. Wobec tego w 1589 roku skonfliktowany z Ligą król Henryk III nakazał popierającym go sędziom utworzenie nowych parlamentów na terytoriach kontrolowanych przez rojalistów. Jako że Paryż również był zajęty przez siły Ligi, tamtejsi parlamentarzyści lojalni wobec króla przenieśli się wówczas do Tours. Sytuacja taka trwała do zakończenia wojen religijnych w 1594 roku, gdy król Henryk IV przeszedł na katolicyzm i przejął władzę w całej Francji.
Od 1750 r. parlamenty blokowały reformy władzy królewskiej, jak np. wprowadzenie zasady równości podatkowej. Dlatego też Ludwik XV zdecydował się ograniczyć ich działalność. W 1771 r. nowo mianowany kanclerz de Maupeou zlikwidował uprawnienia polityczne parlamentów, przekształcając je w sześć rad najwyższych (conseils supérieurs). Wkrótce jednak, w 1774 r., Ludwik XVI za radą hrabiego de Maurepas, autora maksymy „Bez parlamentu, nici z monarchii” (Sans parlement, point de monarchie), przywrócił dawną ich organizację. Co więcej, odtąd król zawsze wycofywał się przed opozycją w parlamentach. Tym sposobem odegrały one ważną rolę w agitacji przedrewolucyjnej lat osiemdziesiątych XVIII w.

## Koniec działalności

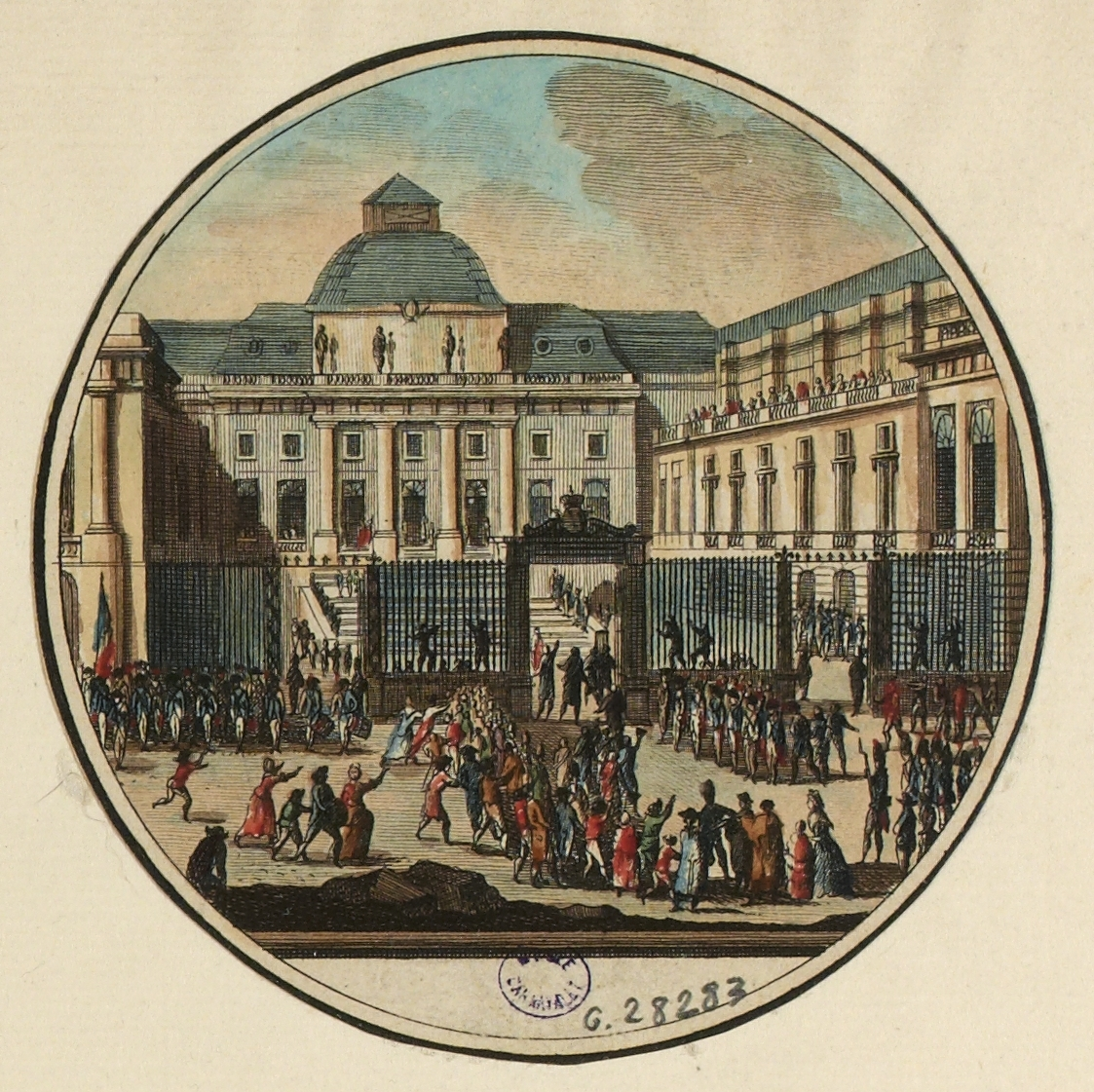
Zamknięcie parlamentu paryskiego podczas rewolucji francuskiej.

Parlamenty zakończyły swoją działalność w latach 1790–1791 roku na skutek reform rewolucyjnych, które zniosły także inne instytucje feudalne. Ich autorytet został nadszarpnięty już w XVIII w., kiedy przestały być postrzegane jako instytucje reprezentujące lud (jak to było w okresie frondy). Przyczyniło się do tego postępujące uszlachcenie członków parlamentu wraz z rodzinami
Do pogorszenia jego obrazu przyczyniła się także jego rosnąca nieefektywność w obliczu znacznego zwiększenia się populacji Francji w XVIII w. Parlamentów było niewiele, co wiązało się z koniecznością uciążliwej podróży. Procedura sądowa przed nimi była droga i podatna na oskarżenia o korupcję.
Sprawą, którą odbiła się szerokim negatywnym echem i zaciążyła na obrazie wszystkich parlamentów było skazanie na śmierć w mękach Jeana Calasa przez parlament w Tuluzie. Calas, kalwinista, został oskarżony o zamordowanie własnego syna, chcącego jakoby przejść na katolicyzm. Pomimo dowodów wskazujących, że syn popełnił samobójstwo, parlament tuluski skazał go na śmierć poprzez łamanie kołem. Sprawę tę komentowano szeroko jako przykłąd okrucieństwa instytucji Ancient Regimu. Voltaire opisał ją jako sztandarowy przykład fanatyzmu religijnego i nietolerancji, których ostoją stały się parlamenty.

## Lista parlamentówancien régime’u
- ok. 1250: Parlament paryski[35],
- 1443: Parlament w Tuluzie (pierwotnie powstał w 1302 r., później zniesiony i powołany ponownie)[36],
- 1453: Parlament w Grenoble[36]
- 1451 lub 1462: Parlament w Bordeaux[36], w latach 1675–1690 na wygnaniu w Condom (obecnie departament Gers)[37]
- 1476: Parlament w Dijon[36],
- 1499: Parlament w Rouen (Parlament Normandii)[38],
- 1501: Parlament w Aix (Parlament Prowansji)[38],
- 1554: Parlament w Rennes (Parlament Bretanii), w l. 1554-1561 z drugą siedzibą w Nantes, w latach 1675–1690 na wygnaniu w Vannes[38][37]
- 1620: Parlament w Pau[38],
- 1633: Parlament w Metzu, zlikwidowany w 1771 r. i przywrócony w 1775 r.[38],
- 1661: Parlament w Trévoux (obecnie departament Ain), zniesiony w 1775 r.[39],
- 1686: Parlament Flandrii, w Tournai (obecnie w Belgii), później w Cambrai (1709), Douai (1713)[38],
- 1674: Parlament w Besançon (Parlament Franche-Comté), w l. 1672-1674 z siedzibą w Dôle, gdzie do 1668 roku funkcjonował dawniejszy parlament, powołany jeszcze w średniowieczu, gdy Dôle było częścią Burgundii. W 1674 r. przeniesiony do Besançon[40][41].
- 1775: Parlament w Nancy[42].